# クリス・スチュワート (作家)
クリス・スチュワート（Chris Stewart、1951年3月27日 - ）は、ジェネシスのオリジナル・ドラマーであり、創設メンバーであった。現在はスペインで農業従事者となっており、いくつかの人気ある自伝的作品の著者となっている。

## バックグラウンドと音楽キャリア
スチュワートはサセックス州ホーシャムで育った。彼はサリーにあるチャーターハウスでトニー・バンクスとピーター・ガブリエルの同級生となり、ガーデンウォールと呼ばれるスクール・バンドに参加した。これにクラスメートでアノンからのマイク・ラザフォードとアンソニー・フィリップスが加わり、1967年1月にジェネシスと改名されることとなるバンドを結成した。スチュワートはジェネシスによる最初の2枚のシングル「The Silent Sun / That's Me」と「A Winter's Tale / One-Eyed Hound」に参加した。スチュワートが在籍した頃のバンドによるいくつかのデモが、コンピレーション・アルバム『アーカイヴ 1967-1975』に表示されているが、彼はそれらのいずれかで演奏したとはみなされていない（1曲はスチュワートによってドラムが演奏された可能性がある）。

## 農夫にして作家
ジョナサン・キングの推薦で、スチュワートは彼の貧弱な技術のために1968年の夏にバンドから解雇され、ジョン・シルヴァーに交代となった。スチュワートはヨーロッパ中を旅行して働いた後、アンダルシア州アルプハラ地方にあるエル・ヴァレロという名前の農場を購入して定住した。そこでは妻のアナ・エクストンと娘のクロエと暮らし、共に働いている。緑の党を代表して2007年5月27日にオルヒバで行われた地方選挙で、201票（約8％）を獲得し、地方議員の地位を獲た。
彼は現在、自伝的な本『Driving Over Lemons: An Optimist in Andalucia』 (1999年、ISBN 0-9535227-0-9)と、その続編『A Parrot In The Pepper Tree』 (ISBN 0-9535227-5-X)と、スペインでの彼の農業生活について書いた『The Almond Blossom Appreciation Society』 (2006年、ISBN 0-9548995-0-4)で知られている。3作すべて、スチュワートがナレーションを付けたオーディオブック (Lemons ISBN 0-14-180143-3、Parrot ISBN 0-14-180402-5、Almond ISBN 0-7528-8597-9)としても入手できる。
スチュワートの出版社である「Sort of Books」は、2009年にさらに別のスチュワートの回想録をリリースする計画を発表した。これはセーリングに焦点を当てたもので、『Three Ways to Capsize a Boat: An Optimist Afloat』と題されている。これはISBN 978-0956003812として実現された。
2014年、「Sort Of Books」は、彼の娘の大学進学と、彼とアナのその後の農場での2人暮らしに焦点を当てた、さらなる物語『Last Days of the Bus Club』 (2014年6月4日、ISBN 978-1-908745-43-9)を出版した。スチュワートは、『ラフガイド』シリーズの2冊『Rough Guide to Andalucia』『Rough Guide to China』にも寄稿している。